# Muzeum Ziem Biblijnych
Muzeum Ziem Biblijnych (hebr. מוזיאון ארצות המקרא ירושלים, ang. The Bible Lands Museum Jerusalem, arb. متحف بلدان الكتاب) – muzeum archeologiczne w Jerozolimie, stolicy Izraela. Instytucja bada kulturę starożytnych ludów, opisanych w Biblii m.in. Sumerów, Egipcjan, Persów, Greków, Rzymian, Asyryjczyków czy Babilończyków. Zostało otwarte w 1992 r.

## Historia
Muzeum zostało założone w 1992 roku przez historyka sztuki Eliego Borowskiego w celu pomieszczenia kolekcji starożytnych dzieł Bliskiego Wschodu. Pomysł ten zasugerowała mu przyszła żona, Batya Weiss, podczas wizyty w Jerozolimie w 1981 r. Borowski gromadził swe eksponaty przez ponad 50 lat. W pracę nad utworzeniem muzeum udało mu się zaangażować wieloletniego burmistrza Jerozolimy – Teddy’ego Kolleka. 11 maja 1992 r. miało miejsce otwarcie placówki.

## Zbiory
Muzeum gromadzi w swoich zbiorach liczne starożytne pisma, posągi, broń, ceramikę oraz inne artefakty. Zbiory datuje się od ery prehistorycznej, ok. 6000 lat temu do ery wczesnochrześcijańskiej około 1000 n.e. Misją muzeum jest skupienie się na historycznym kontekście historii Biblii. Wystawy przedstawiają tysiące lat cywilizacji narodów Bliskiego Wschodu i trzech wielkich religii wywodzących się z tego obszaru – chrześcijaństwa, islamu i judaizmu.